# لوشمیت ۱۲۳۲۰
سیارک ۱۲۳۲۰ (به انگلیسی: 12320 Loschmidt، نامگذاری:1992PH1) دوازده هزار و سیصد و بیستمین سیارک کشف شده‌است که در ۸ اوت ۱۹۹۲ کشف شد.
قدر مطلق سیارک برابر ۱۲.۳ است.